# Bëor
Bëor, conocido como Bëor el Viejo es un personaje de la obra El Silmarillion de J. R. R. Tolkien. Fue un cacique de los hombres, conductor de la Primera Casa de los Edain o Casa de Bëor. Su nombre original era Balan, pero fue cambiado por el de Bëor, que significa ‘vasallo’ en su propia lengua. 
Él y su pueblo fueron los primeros hombres en ser vistos por Finrod, rey de los Noldor, cuando este elfo escuchó rumores en Beleriand y partió en búsqueda de su origen, encontrándose con los hombres primero que nadie, en un campamento de los Bëorrim en un valle en las fuentes del Río Thalos. Los Hombres de Bëor no temieron entrar en contacto con Finrod, más aún quedaron fascinados con la belleza y sabiduría del Elfo y desde entonces llamaron Nóm, que en su lengua significa ‘el sabio’.
Por Consejo de Finrod los Hombres de Bëor abandonaron Ossiriand y se instalaron en Estolad, pero pasado un año de su asentamiento en Tierras de Amrod y Amras, el Rey Elfo debió partir a Nargothrond y el propio Bëor le pidió acompañarlo, dejando a su hijo Baran en la Jefatura de su Casa e instalándose hasta su muerte junto a Felagund y siendo su fiel vasallo, de allí su nombre.
Él y su Casa estuvieron siempre del lado de los elfos en la guerra contra Morgoth y fue Beren, uno de sus descendientes, quien logró arrebatar un Silmaril al Señor Oscuro. 
Bëor vivió más de noventa años y desde su llegada a Beleriand hasta su muerte sirvió a Finrod. Al morir, fue la primera vez que los elfos observaron la muerte por cansancio, llamada «el don de los hombres».
- Datos: Q2464895